# 奇利 (印第安納州)
奇利（英語：Chili）是位於美國印地安納州邁阿密縣的一個非建制地區。該地的面積和人口皆未知。

## 歷史
當地郵局1843年開始運作，1961年停止運作。

## 地理
奇利位於41°16′44″N 85°47′24″W / 41.27889°N 85.79000°W。